# Shahrestān di Sepidan
Lo shahrestān di Sepidan (farsi شهرستان سپیدان) è uno dei 29 shahrestān della provincia di Fars, in Iran. Il capoluogo è Ardakan. Lo shahrestān è suddiviso in 3 circoscrizioni (bakhsh): 
- Centrale (بخش مرکزی)
- Beyza (بخش بیضا)
- Hamaijan (بخش همایجان)